# Алпийски лапад
Алпийският лапад (Rumex alpinus) е многогодишно тревисто растение. Коренището му е късо, дебело, с малък брой месести слабо разклонени корени. Стъблата са изправени, високи до 150 cm, слабо разклонени с надлъжни червеникави или жълтеникави бразди. Листата са едри, сърцевидни с дълги дръжки и целокрайна периферия. Алпийският лапад цъфти през юни – август, като цветовете му са дребни, зеленикави или червеникави, разположени на върха на стеблото, а плодът представлява лъскаво орехче, светлокафяво на цвят.
Алпийският лапад вирее из влажни места и край планински потоци и торища. Може да се срещне във всички наши планини между 1200 и 2400 m надморска височина.
От цялото растение се използват единствено корените, които се прилагат в малки дози при разстройство, а в по-големи – при запек. Алпийският лапад има благотворно въздействие и при различни кожни болести като краста, обриви, циреи и други.